# Gran Premio di superbike di Hockenheim 1999
Il Gran Premio di superbike di Hockenheim 1999 è stato la dodicesima prova su tredici del campionato mondiale Superbike 1999, disputato il 12 settembre sull'Hockenheimring, ha visto la vittoria di Carl Fogarty in gara 1, mentre la gara 2 è stata vinta da Pierfrancesco Chili.
La vittoria nella gara valevole per il campionato mondiale Supersport è stata invece ottenuta da Iain MacPherson. La gara del campionato Europeo della classe Superstock viene vinta da Karl Harris.
In quest'anno il campionato mondiale Superbike viene ospitato per la seconda volta da un circuito situato in Germania, dopo il Gran Premio di superbike del Nürburgring 1999 nel mese di giugno, la seconda prova tedesca è disputata sull'Hockenheimring dove nel campionato mondiale Superbike 1998 non si era gareggiato. 
Con i risultati ottenuti il britannico Carl Fogarty ottenne la certezza matematica del suo quarto titolo iridato in superbike e il suo successo in gara 1, a posteriori, si rivelerà essere la cinquantanovesima e ultima vittoria in carriera nella categoria. 
Per quanto riguarda la supersport, per la quale questa fu l'ultima prova stagionale, il titolo iridato fu del pilota belga Stéphane Chambon su Suzuki. Ultima gara anche per il campionato Europeo della classe Superstock, la cui edizione inaugurale è stata vinta dal britannico Karl Harris in sella ad una Suzuki GSX 750 R del team GR Motosport.

## Risultati

### Gara 1

#### Arrivati al traguardo[4]
| Pos. | Nº  | Pilota               | Squadra              | Motocicletta | Giri | Tempo     | Griglia | Punti |
| ---- | --- | -------------------- | -------------------- | ------------ | ---- | --------- | ------- | ----- |
| 1º   | 1   | Carl Fogarty         | Ducati Performance   | Ducati       | 13   | 26:19.818 | 7º      | 25    |
| 2º   | 111 | Aaron Slight         | Castrol Honda        | Honda        | 13   | +0:00.227 | 1º      | 20    |
| 3º   | 4   | Akira Yanagawa       | Kawasaki Racing      | Kawasaki     | 13   | +0:05.106 | 4º      | 16    |
| 4º   | 5   | Colin Edwards        | Castrol Honda        | Honda        | 13   | +0:05.408 | 5º      | 13    |
| 5º   | 41  | Noriyuki Haga        | Yamaha WSBK          | Yamaha       | 13   | +0:10.198 | 8º      | 11    |
| 6º   | 6   | Gregorio Lavilla     | Kawasaki Racing      | Kawasaki     | 13   | +0:22.903 | 12º     | 10    |
| 7º   | 21  | Katsuaki Fujiwara    | Suzuki Alstare F.S.  | Suzuki       | 13   | +0:23.297 | 10º     | 9     |
| 8º   | 9   | Peter Goddard        | Aprilia Rac.De Cecco | Aprilia      | 13   | +0:23.584 | 9º      | 8     |
| 9º   | 15  | Igor Jerman          | Kawasaki Bertocchi   | Kawasaki     | 13   | +0:23.648 | 13º     | 7     |
| 10º  | 22  | Vittoriano Guareschi | Yamaha WSBK          | Yamaha       | 13   | +0:26.564 | 11º     | 6     |
| 11º  | 31  | Michele Malatesta    | R & D Racing         | Ducati       | 13   | +0:36.967 | 14º     | 5     |
| 12º  | 39  | Alessandro Gramigni  | Valli Moto           | Yamaha       | 13   | +0:37.128 | 20º     | 4     |
| 13º  | 33  | Robert Ulm           | Kawa Bertocchi Gerin | Kawasaki     | 13   | +0:37.281 | 15º     | 3     |
| 14º  | 19  | Lucio Pedercini      | Pedercini            | Ducati       | 13   | +0:56.131 | 19º     | 2     |
| 15º  | 27  | Frédéric Protat      | Ducati France FP R.  | Ducati       | 13   | +0:56.271 | 21º     | 1     |
| 16º  | 63  | Jochen Schmid        | Green Kawasaki D.    | Kawasaki     | 13   | +1:07.629 | 17º     |       |
| 17º  | 80  | Werner Dimperl       | Ducati Deutsch.Remus | Ducati       | 13   | +1:23.864 | 27º     |       |
| 18º  | 55  | Mauro Lucchiari      | Gattolone Racing     | Yamaha       | 13   | +1:25.995 | 23º     |       |
| 19º  | 71  | Thierry Mulot        | Ducati France FP R.  | Ducati       | 13   | +1:36.792 | 26º     |       |
| 20º  | 23  | Jiří Mrkývka         | JM SBK               | Ducati       | 13   | +1:37.627 | 28º     |       |
| 21º  | 60  | Normann Manz         | Motorrach Prinz Hut. | Suzuki       | 13   | +1:57.696 | 29º     |       |
| 22º  | 18  | Carlos Macias        | Capill France Racing | Ducati       | 13   | +1:58.006 | 31º     |       |
| 23º  | 40  | Giuliano Sartoni     | Ducati NCR           | Ducati       | 12   | +1 giro   | 30º     |       |

#### Ritirati
| Nº | Pilota              | Squadra             | Motocicletta | Giri | Griglia |
| -- | ------------------- | ------------------- | ------------ | ---- | ------- |
| 11 | Troy Corser         | Ducati Performance  | Ducati       | 10   | 2º      |
| 38 | Lance Isaacs        | Ducati NCR          | Ducati       | 10   | 22º     |
| 7  | Pierfrancesco Chili | Suzuki Alstare F.S. | Suzuki       | 8    | 6º      |
| 24 | Vladimír Karban     | Karban Racing       | Suzuki       | 8    | 25º     |
| 16 | Andreas Meklau      | Ducati Deut. Remus  | Ducati       | 6    | 3º      |
| 73 | Lothar Kraus        | L.Kraus             | Kawasaki     | 4    | 32º     |

### Gara 2

#### Arrivati al traguardo[5]
| Pos. | Nº  | Pilota               | Squadra              | Motocicletta | Giri | Tempo     | Griglia | Punti |
| ---- | --- | -------------------- | -------------------- | ------------ | ---- | --------- | ------- | ----- |
| 1º   | 7   | Pierfrancesco Chili  | Suzuki Alstare F.S.  | Suzuki       | 14   | 28:26.624 | 6º      | 25    |
| 2º   | 1   | Carl Fogarty         | Ducati Performance   | Ducati       | 14   | +0:00.342 | 7º      | 20    |
| 3º   | 111 | Aaron Slight         | Castrol Honda        | Honda        | 14   | +0:00.423 | 1º      | 16    |
| 4º   | 4   | Akira Yanagawa       | Kawasaki Racing      | Kawasaki     | 14   | +0:00.459 | 4º      | 13    |
| 5º   | 5   | Colin Edwards        | Castrol Honda        | Honda        | 14   | +0:01.162 | 5º      | 11    |
| 6º   | 16  | Andreas Meklau       | Ducati Deut. Remus   | Ducati       | 14   | +0:05.990 | 3º      | 10    |
| 7º   | 11  | Troy Corser          | Ducati Performance   | Ducati       | 14   | +0:13.825 | 2º      | 9     |
| 8º   | 6   | Gregorio Lavilla     | Kawasaki Racing      | Kawasaki     | 14   | +0:17.078 | 12º     | 8     |
| 9º   | 41  | Noriyuki Haga        | Yamaha WSBK          | Yamaha       | 14   | +0:17.135 | 8º      | 7     |
| 10º  | 21  | Katsuaki Fujiwara    | Suzuki Alstare F.S.  | Suzuki       | 14   | +0:17.377 | 10º     | 6     |
| 11º  | 31  | Michele Malatesta    | R & D Racing         | Ducati       | 14   | +0:24.923 | 14º     | 5     |
| 12º  | 22  | Vittoriano Guareschi | Yamaha WSBK          | Yamaha       | 14   | +0:28.869 | 11º     | 4     |
| 13º  | 63  | Jochen Schmid        | Green Kawasaki D.    | Kawasaki     | 14   | +0:41.019 | 17º     | 3     |
| 14º  | 39  | Alessandro Gramigni  | Valli Moto           | Yamaha       | 14   | +0:41.335 | 20º     | 2     |
| 15º  | 38  | Lance Isaacs         | Ducati NCR           | Ducati       | 14   | +0:59.738 | 22º     | 1     |
| 16º  | 27  | Frédéric Protat      | Ducati France FP R.  | Ducati       | 14   | +1:24.894 | 21º     |       |
| 17º  | 80  | Werner Dimperl       | Ducati Deutsch.Remus | Ducati       | 14   | +1:25.875 | 27º     |       |
| 18º  | 55  | Mauro Lucchiari      | Gattolone Racing     | Yamaha       | 14   | +1:26.485 | 23º     |       |
| 19º  | 23  | Jiří Mrkývka         | JM SBK               | Ducati       | 14   | +1:38.079 | 28º     |       |
| 20º  | 24  | Vladimír Karban      | Karban Racing        | Suzuki       | 14   | +1:38.286 | 25º     |       |
| 21º  | 60  | Normann Manz         | Motorrach Prinz Hut. | Suzuki       | 14   | +1:59.490 | 29º     |       |
| 22º  | 73  | Lothar Kraus         | L.Kraus              | Kawasaki     | 13   | +1 giro   | 32º     |       |

#### Ritirati
| Nº | Pilota           | Squadra              | Motocicletta | Giri | Griglia |
| -- | ---------------- | -------------------- | ------------ | ---- | ------- |
| 33 | Robert Ulm       | Kawa Bertocchi Gerin | Kawasaki     | 11   | 15º     |
| 18 | Carlos Macias    | Capill France Racing | Ducati       | 10   | 31º     |
| 71 | Thierry Mulot    | Ducati France FP R.  | Ducati       | 4    | 26º     |
| 19 | Lucio Pedercini  | Pedercini            | Ducati       | 4    | 19º     |
| 40 | Giuliano Sartoni | Ducati NCR           | Ducati       | 1    | 30º     |

### Supersport

#### Arrivati al traguardo
| Pos. | Nº | Pilota                | Squadra              | Motocicletta | Giri | Tempo     | Punti |
| ---- | -- | --------------------- | -------------------- | ------------ | ---- | --------- | ----- |
| 1º   | 12 | Iain MacPherson       | Kawasaki Racing      | Kawasaki     | 14   | 30'05.421 | 25    |
| 2º   | 23 | Rubén Xaus            | Dee Cee Jeans Yamaha | Yamaha       | 14   | +0.446    | 20    |
| 3º   | 3  | Stéphane Chambon      | Suzuki Alstare F.S.  | Suzuki       | 14   | +0.494    | 16    |
| 4º   | 74 | Karl Harris           | Endoug Metalsistem   | Suzuki       | 14   | +1.264    | 13    |
| 5º   | 21 | Jörg Teuchert         | Yamaha Deutschland   | Yamaha       | 14   | +1.401    | 11    |
| 6º   | 1  | Fabrizio Pirovano     | Suzuki Alstare F.S.  | Suzuki       | 14   | +4.811    | 10    |
| 7º   | 6  | Cristiano Migliorati  | Endoug Metalsistem   | Suzuki       | 14   | +5.296    | 9     |
| 8º   | 17 | Pere Riba             | Castrol Honda        | Honda        | 14   | +5.621    | 8     |
| 9º   | 8  | Wilco Zeelenberg      | Dee Cee Jeans Yamaha | Yamaha       | 14   | +7.420    | 7     |
| 10º  | 22 | Christian Kellner     | Yamaha Deutschland   | Yamaha       | 14   | +7.572    | 6     |
| 11º  | 16 | Sébastien Charpentier | Elf Honda France     | Honda        | 14   | +8.041    | 5     |
| 12º  | 35 | Christophe Cogan      | BKM Racing           | Yamaha       | 14   | +13.573   | 4     |
| 13º  | 19 | Walter Tortoroglio    | Gi Motor Sport       | Suzuki       | 14   | +20.024   | 3     |
| 14º  | 31 | Vittorio Iannuzzo     | Lorenzini by Leoni   | Yamaha       | 14   | +20.361   | 2     |
| 15º  | 25 | William Costes        | Elf Honda France     | Honda        | 14   | +20.430   | 1     |
| 16º  | 26 | Roberto Teneggi       | DF Racing Carli D.   | Ducati       | 14   | +20.791   |       |
| 17º  | 42 | David Checa           | Yes Ducati NCR       | Ducati       | 14   | +20.883   |       |
| 18º  | 70 | Igor Antonelli        | BNT Racing           | Yamaha       | 14   | +22.120   |       |
| 19º  | 20 | Werner Daemen         | Yamaha Belgium       | Yamaha       | 14   | +29.506   |       |
| 20º  | 46 | Mauro Sanchini        | Sacchi Corse         | Suzuki       | 14   | +33.693   |       |
| 21º  | 95 | Marc Fissette         | BKM Racing           | Yamaha       | 14   | +37.356   |       |
| 22º  | 52 | James Toseland        | Castrol Honda        | Honda        | 14   | +37.407   |       |
| 23º  | 15 | Marco Risitano        | Kawasaki Italia SS   | Kawasaki     | 14   | +37.677   |       |
| 24º  | 24 | Francesco Monaco      | X Racing             | Ducati       | 14   | +37.770   |       |
| 25º  | 33 | Luca Conforti         | Monza Corse          | Suzuki       | 14   | +40.791   |       |
| 26º  | 18 | Camillo Mariottini    | Desenzano Corse      | Ducati       | 14   | +41.220   |       |
| 27º  | 37 | Marco Borciani        | Rumi                 | Honda        | 14   | +1'18.013 |       |
| 28º  | 66 | Maik Stief            | Motorrad B&S         | Yamaha       | 13   | +1 giro   |       |

#### Ritirati
| Nº | Pilota              | Squadra             | Motocicletta | Giri |
| -- | ------------------- | ------------------- | ------------ | ---- |
| 69 | Serafino Foti       | Ghelfi              | Ducati       | 9    |
| 76 | Karl Muggeridge     | Ten Kate            | Honda        | 8    |
| 27 | Roberto Panichi     | Bimota Exp. D.N.R.  | Bimota       | 7    |
| 79 | Ferdinando Di Maso  | Kawasaki Italia SS  | Kawasaki     | 3    |
| 83 | Gérald Muteau       | Ducati France FP    | Ducati       | 3    |
| 91 | Larry Pegram        | Ducati Performance  | Ducati       | 2    |
| 75 | Wim Theunissen      | Lozano Rac. Kobutex | Yamaha       | 0    |
| 48 | Felisberto Teixeira | Honda Portugal Galp | Honda        | 0    |

### Superstock
Fonte:  HOCKENHEIM - September 10-11-12, 1999 SUPERSTOCK EUROPEAN CHAMPIONSHIP 1999, su sbk.perugiatiming.com (archiviato dall'url originale il 10 aprile 2014).
Vista la presenza di piloti di età superiore ai 24 anni (a cui per regolamento non venivano assegnati punti), l'assegnazione dei punti risulta sfalsata rispetto alle posizioni ottenute in gara. Inoltre Karl Harris, Daniel Oliver Bultó e Marc Fissette ottennero rispettivamente 5, 3 e 1 punti suppletivi, in quanto primo, secondo e terzo nelle prove di qualificazione, escludendo sempre i piloti di età superiore i 24 anni (che non erano eleggibili per i punti neanche per le qualifiche).

#### Arrivati al traguardo
| Pos. | Nº | Pilota             | Squadra             | Motocicletta     | Giri | Tempo     | Punti gara | Punti qualifica |
| ---- | -- | ------------------ | ------------------- | ---------------- | ---- | --------- | ---------- | --------------- |
| 1º   | 16 | Karl Harris        | GR Motosport        | Suzuki GSX 750 R | 8    | 17'31.263 | 25         | 5               |
| 2º   | 27 | Fabrizio Pellizzon | Aprilia Racing      | Aprilia RSV 1000 | 8    | +3.124    | 20         |                 |
| 3º   | 11 | Dario Tosolini     | Ettore Tosolini     | Yamaha YZF R1    | 8    | +3.620    | 16         |                 |
| 4º   | 13 | Marc Wauters       | Kawasaki Belgium    | Kawasaki ZX 9R   | 8    | +14.444   |            |                 |
| 5º   | 12 | Dominique Duchene  | Green Kawasaki      | Kawasaki ZX 9R   | 8    | +14.728   | 13         |                 |
| 6º   | 46 | Steve Brogan       | PR Tyres Racing     | Honda CBR 900 RR | 8    | +15.418   | 11         |                 |
| 7º   | 72 | Steven Casaer      | Yamaha Belgium      | Yamaha YZF R1    | 8    | +16.323   | 10         |                 |
| 8º   | 61 | Franky Heidger     | Heidger             | Aprilia RSV 1000 | 8    | +16.755   |            |                 |
| 9º   | 64 | Thomas Knieper     | Yamaha Laaks Racing | Yamaha YZF R1    | 8    | +26.943   |            |                 |
| 10º  | 21 | Katja Poensgen     | S.Schmidt Motosport | Suzuki GSX 750 R | 8    | +33.757   | 9          |                 |
| 11º  | 5  | Frederic Jond      | Fratelli            | Suzuki GSX 750 R | 8    | +33.846   | 8          |                 |
| 12º  | 40 | Tom van Wezemael   | Kawasaki Belgium    | Kawasaki ZX 9R   | 8    | +34.291   |            |                 |
| 13º  | 44 | Jose Maria Bordoy  | Lozano Racing       | Yamaha YZF R6    | 8    | +35.064   | 7          |                 |
| 14º  | 53 | Koen Vleugels      | Dirk Van Mol Racing | Suzuki GSX 750 R | 8    | +36.415   | 6          |                 |
| 15º  | 4  | Niklas Carlberg    | Lap Power Racing    | Suzuki GSX 750 R | 8    | +59.719   | 5          |                 |
| 16º  | 23 | Andreas Göbel      | G.Wacker Motorrad   | Honda VTR 1000   | 8    | +1'02.851 | 4          |                 |
| 17º  | 54 | Franz Hafner       | Schurtenberger      | Yamaha YZF R1    | 8    | +1'04.188 |            |                 |

#### Ritirati
| Nº | Pilota              | Squadra              | Motocicletta     | Giri | Punti qualifica |
| -- | ------------------- | -------------------- | ---------------- | ---- | --------------- |
| 80 | David Johnson       | Castrol Honda        | Honda CBR 900 RR | 4    |                 |
| 7  | Raffaello Fabbroni  | Rumi                 | Honda CBR 900 RR | 4    |                 |
| 25 | Daniel Oliver Bultó | Aprilia Desmo Racing | Aprilia RSV 1000 | 3    | 3               |